# آزادراه ام۲۷۵

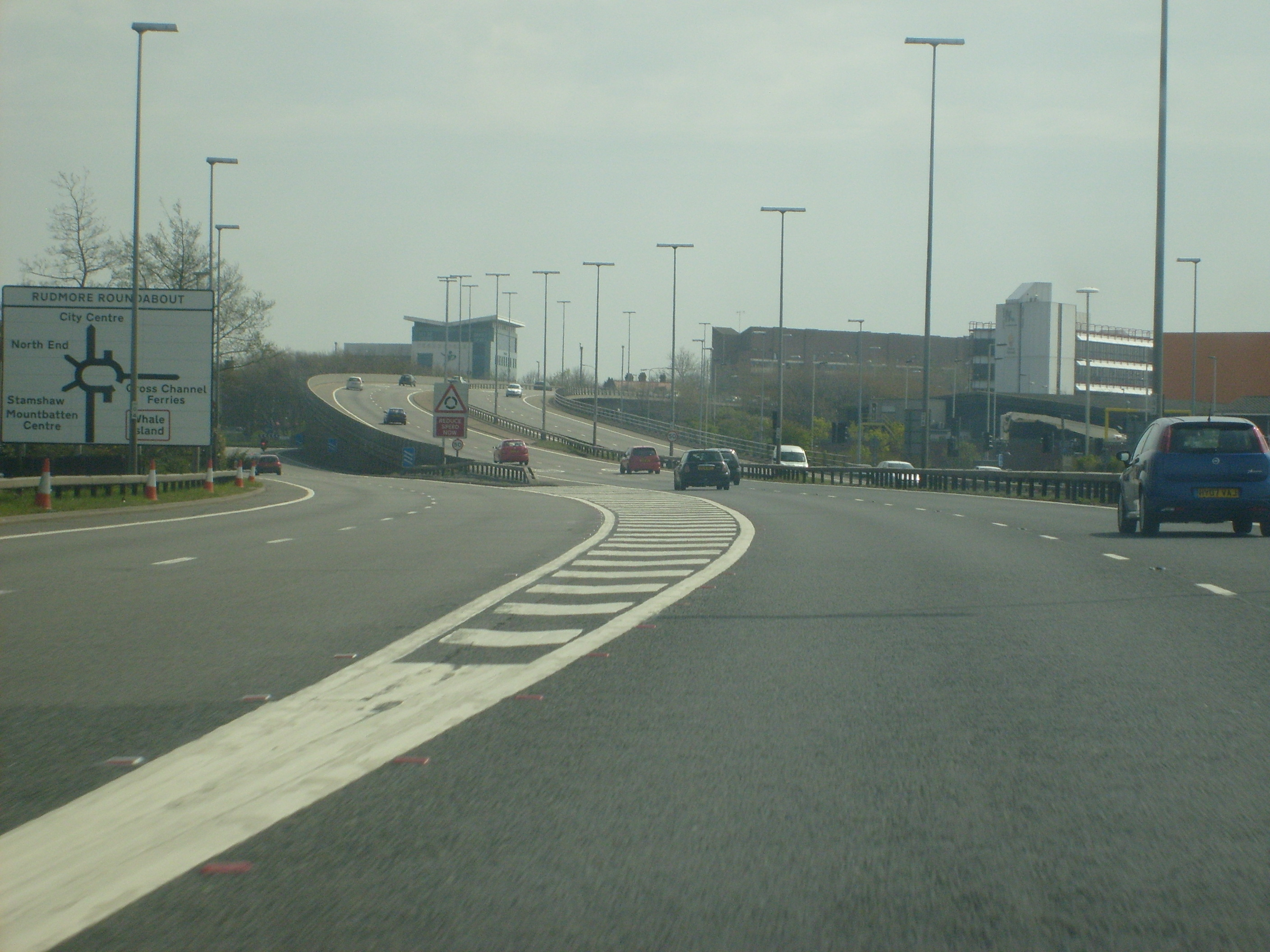
آزادراه ام۲۷۵ در نزدیکی پورتسموث

آزادراه‌ام۲۷۵ (به انگلیسی: M275 motorway) یک آزادراه در کشور انگلستان است.
این آزادراه که از شهر وایمرینگ شروع میشود، ۳.۲ کیلومتر (۲ مایل) مسافت دارد و در  پورتسموث به پایان میرسد.